# Hit Me Hard and Soft
Hit Me Hard and Soft (estilizado em letras maiúsculas) é o terceiro álbum de estúdio da cantora e compositora americana Billie Eilish, lançado em 17 de maio de 2024, pelas gravadoras Darkroom e Interscope Records. Este é o primeiro álbum de estúdio completo lançado por Eilish desde Happier Than Ever, de 2021. Eilish co-escreveu Hit Me Hard and Soft com seu irmão e colaborador frequente, Finneas O'Connell, que também produziu o álbum. Estilisticamente, foi rotulado como um álbum de alt-pop e bedroom pop.
Após seu lançamento, Hit Me Hard and Soft recebeu aclamação universal da crítica, que elogiou a produção, a composição e as performances vocais. O álbum alcançou o topo das paradas em mais de 20 países, incluindo Austrália, Canadá, Alemanha, Irlanda, Nova Zelândia e Reino Unido. Nos Estados Unidos, Hit Me Hard and Soft estreou em segundo lugar na Billboard 200, e todas as 10 músicas do álbum entraram no top 40 da Billboard Hot 100. A faixa "Lunch" foi lançada como o primeiro single simultaneamente. "Birds of a Feather" foi lançada como o segundo single do álbum, alcançando grande sucesso comercial, atingindo o segundo lugar na Billboard Hot 100 e figurando entre os dez primeiros em várias paradas. Na 67ª edição dos Prêmios Grammy, o álbum e suas músicas receberam um total de sete indicações, incluindo Álbum do Ano, Melhor Álbum de Pop Vocal, Canção do Ano e Gravação do Ano
Para apoiar o álbum, Eilish iniciou sua sétima turnê, Hit Me Hard and Soft: The Tour, que começou em 29 de setembro de 2024.

## Antecedentes e concepção
Eilish co-escreveu e gravou seu segundo álbum de estúdio, Happier Than Ever, no estúdio de gravação caseiro de seu irmão Finneas, localizado no porão de sua residência em Los Angeles. A gravação ocorreu semanalmente entre abril de 2020 e fevereiro de 2021, com a lista de faixas sendo finalizada pela dupla durante a criação do álbum. Lançado em 30 de julho de 2021, Happier Than Ever recebeu aclamação da crítica e sucesso comercial, alcançando o topo da Billboard 200 e sendo indicado duas vezes na 64ª edição dos Prêmios Grammy. Eilish lançou de surpresa seu segundo EP, Guitar Songs, em julho de 2022. No ano seguinte, ela lançou "What Was I Made For?" para a trilha sonora do filme de fantasia e comédia Barbie (2023); ela se inspirou para escrever a canção após ver cenas inacabadas do filme durante sua produção. A música ganhou um Oscar de Melhor Canção Original e prêmios Grammy de Canção do Ano e Melhor Canção Escrita para Mídia Visual.
Em dezembro de 2021, Eilish começou a formular ideias para seu terceiro álbum de estúdio com O'Connell. Em uma entrevista com Zane Lowe para a Apple Music, ela mencionou que esperava começar a escrever o álbum em 2023. Em dezembro de 2023, Eilish disse no The Tonight Show Starring Jimmy Fallon que o álbum estava "quase pronto". Três meses depois, ela confirmou que o álbum havia sido masterizado.Avila, Daniela (21 de fevereiro de 2024). «Billie Eilish reveals her upcoming third album is 'mastered'». People. Dotdash Meredith. Consultado em 4 de abril de 2024. Cópia arquivada em 15 de abril de 2024</ref>
A arte do álbum, fotografada pelo fotógrafo subaquático William Drumm, retrata Eilish caindo através de um batente de porta em uma água azul escura. Eilish descreveu a sessão de fotos, que levou seis horas para ser concluída e envolveu ela sendo submersa repetidamente por dois minutos de cada vez, com um peso preso aos ombros e sem óculos ou tampões nas narinas, como uma das experiências mais dolorosas de sua vida.

## Lançamento e promoção
Vários artigos de notícias relataram que outdoors estavam divulgando trechos de letras do álbum, que apareceram em diversas cidades da Austrália, Reino Unido e Estados Unidos em abril de 2024; embora não mencionassem o nome da artista, seu famoso "blohsh" foi reconhecido. Os outdoors promocionais exibiam letras enigmáticas, como "She's the headlights I'm the deer" ou "Did I cross the line?". Eilish mais tarde mudou sua foto de perfil para um "círculo azul" e compartilhou outra imagem com a legenda "Do you know how to bend?". Ela adicionou seus seguidores a um recurso do Instagram que permite que contas limitadas vejam histórias exclusivas, chamado "Close Friends". A postagem apresenta uma imagem "lo-fi" mostrando a mão da artista e uma imagem de sua nova tatuagem na barriga. Em 29 de abril de 2024, Eilish anunciou Hit Me Hard and Soft: The Tour, sua sétima turnê, em apoio ao álbum. A turnê começou em 29 de setembro de 2024, no Videotron Centre em Quebec City, Canadá. A parte de 2025 da turnê está prevista para começar em 18 de fevereiro, no Brisbane Entertainment Centre.
Eilish apresentou as músicas "Lunch", "L'Amour de Ma Vie" e "Chihiro" durante um set surpresa de DJ no Coachella em 13 de abril de 2024. Em uma entrevista publicada em 24 de abril, ela disse à Rolling Stone que não lançaria singles antes do lançamento do álbum. Ela explicou que não gosta de singles de álbuns porque "realmente [não] gosta quando as coisas estão fora de contexto" e comparou Hit Me Hard and Soft a "uma família", acrescentando que "[não] quer uma criança sozinha no meio da sala". Em maio, um trecho de "Chihiro" foi apresentado em um trailer do Fortnite, revelando a segunda roupa da Eilish no jogo. A música também foi disponibilizada como uma "Jam Track" para uso no modo Festival do Fortnite, ao lado de "Lunch" e "The Diner". Além disso, um trecho de "Birds of a Feather" foi exibido em um clipe promocional para a terceira temporada da série da Netflix Heartstopper. Nos dias 15 e 16 de maio, Eilish realizou eventos de audição para fãs, respectivamente, no Barclays Center em Brooklyn e no Kia Forum em Inglewood, em ambos os casos apresentando o álbum na íntegra.
Hit Me Hard and Soft foi lançado em 17 de maio de 2024. O álbum estava disponível em fita cassete, CD, download digital, streaming e LP de vinil. "Lunch" foi lançado como o primeiro single junto com o lançamento do álbum. Uma versão estendida de "L'Amour de Ma Vie" (Over Now) foi lançada como um single promocional em 22 de maio de 2024. Nos dias 19 e 22 de maio, Eilish lançou para download digital as edições de vocais isolados, slowed & reverb e sped up do álbum, respectivamente. O videoclipe de "Chihiro", dirigido pela própria Eilish, foi lançado em 6 de junho de 2024. "Birds of a Feather" impactou as rádios de hits contemporâneos dos EUA como o segundo single do álbum em 2 de julho de 2024. "Chihiro" foi lançado como um single na Itália em 16 de janeiro de 2025.

## Recepção da Crítica
| Críticas profissionais | Críticas profissionais |
| Pontuações agregadas   | Pontuações agregadas   |
| Fonte                  | Avaliação              |
| ---------------------- | ---------------------- |
| AnyDecentMusic?        | 8.3/10                 |
| Metacritic             | 89/100                 |
| Avaliações da crítica  |                        |
| Fonte                  | Avaliação              |
| AllMusic               | [ 43 ]                 |
| Clash                  | 8/10                   |
| The Daily Telegraph    | [ 45 ]                 |
| The Guardian           | [ 46 ]                 |
| The Independent        | [ 47 ]                 |
| The Line of Best Fit   | 9/10                   |
| NME                    | [ 49 ]                 |
| Pitchfork              | 6.8/10                 |
| Rolling Stone          | [ 51 ]                 |
| Slant Magazine         | [ 2 ]                  |

Hit Me Hard and Soft recebeu ampla aclamação da crítica. No Metacritic, que atribui uma pontuação normalizada de 0 a 100 com base em avaliações de publicações profissionais, o álbum obteve uma média ponderada de 89, com base em 22 análises, indicando "aclamação universal". Em uma resenha de cinco estrelas, Helen Brown do The Independent elogiou como o álbum "sussurra através de um maravilhoso labirinto de música para entregar grandes impactos emocionais." Neil McCormick do The Daily Telegraph concordou em sua própria avaliação de cinco estrelas, opinando que a "obra-prima do coração quebrado" é "rica, estranha, inteligente, triste e sábia o suficiente" para ser comparada a Blue (1971) de Joni Mitchell.
Escrevendo para o The Guardian, Alexis Petridis elogiou as melodias "belas" de Hit Me Hard and Soft e os toques líricos "distintivos", mas se perguntou se alguns de seus elementos poderiam ser "um pouco opacos demais" para seu próprio bem. Thomas Smith, da NME, sentiu que, embora Eilish tenha escrito o álbum para si mesma, ela criou um disco que "resonará mais forte" do que qualquer coisa que tenha feito antes.

### Classificações de Fim de Ano
Hit Me Hard and Soft apareceu nas classificações de várias publicações como um dos melhores álbuns de 2024. Foi classificado em segundo lugar por Mesfin Fekadu do The Hollywood Reporter e pelo Page Six. O álbum também figurou entre os cinco melhores em publicações como BBC, Billboard, Entertainment Weekly, Rolling Stone, Complex, DIY,' FLOOD, Hot Press, The Boston Globe, The Guardian, Slant e The Forty Five. Além disso, ficou entre os dez melhores segundo The New Yorker, NME, Los Angeles Times,  Mondo Sonoro, The Sunday Times, KCRW, People, Esquire, Les Inrocks e Dork. Publicações que incluíram Hit Me Hard and Soft entre os quinze primeiros de suas listas incluem Dazed e The Independent. O álbum também foi mencionado em listas não classificadas por AllMusic, The Associated Press, Cosmopolitan, HuffPost, Uproxx, Hypebeast, Vogue, Evening Standard e Toronto Star.
Em listas de críticos individuais, enquanto Dan DeLuca do The Philadelphia Inquirer posicionou Hit Me Hard and Soft na sétima posição, o álbum foi classificado em quarto lugar por Willman da Variety,'s Willman, e respectivamente quarto e décimo segundo por Jon Pareles e Jon Caramanica do The New York Times.
| Publicação/crítica     | Lista                                       | Posição | Ref.    |
| ---------------------- | ------------------------------------------- | ------- | ------- |
| BBC                    | Melhores álbuns de 2024                     | 4       | [ 91 ]  |
| Billboard              | Os 50 melhores álbuns de 2024               | 5       | [ 56 ]  |
| Business Insider       | Melhores álbuns de 2024                     | 3       | [ 92 ]  |
| Complex                | Os 50 melhores álbuns de 2024               | 5       | [ 93 ]  |
| Entertainment Weekly   | Os 10 melhores álbuns de 2024               | 4       | [ 94 ]  |
| Hot Press              | Os 50 melhores álbuns de 2024               | 4       | [ 95 ]  |
| People                 | Os 10 melhores álbuns de 2024               | 6       | [ 96 ]  |
| Rolling Stone          | Os 100 melhores álbuns de 2024              | 5       | [ 58 ]  |
| Slant Magazine         | Os 50 melhores álbuns de 2024               | 3       | [ 97 ]  |
| The Boston Globe       | Os 50 melhores álbuns de 2024               | 3       | [ 98 ]  |
| The Guardian           | Os 50 melhores álbuns de 2024               | 3       | [ 99 ]  |
| The Hollywood Reporter | Os 10 melhores álbuns de 2024               | 2       | [ 100 ] |
| The Inquirer           | Os 15 melhores álbuns de 2024               | 7       | [ 101 ] |
| The New York Times     | Os melhores álbuns de 2024 de Jon Pareles   | 4       | [ 102 ] |
| Variety                | Os melhores álbuns de 2024 de Chris Willman | 4       | [ 89 ]  |

## Prêmios ou indicações
| Year | Award                    | Category                     | Result   | Ref.    |
| ---- | ------------------------ | ---------------------------- | -------- | ------- |
| 2024 | Los 40 Music Awards 2024 | Melhor Álbum Internacional   | Indicado | [ 103 ] |
| 2024 | ARIA Music Awards        | Melhor Artista Internacional | Indicado | [ 104 ] |
| 2024 | Danish Music Awards      | Álbum Internacional do Ano   | Indicado | [ 105 ] |
| 2025 | Grammy Awards de 2025    | Álbum do ano                 | Indicado | [ 106 ] |
| 2025 | Grammy Awards de 2025    | Melhor Álbum Vocal de Pop    | Indicado | [ 106 ] |
| 2025 | GLAAD Media Awards       | Artista Musical de Destaque  | Pendente | [ 107 ] |

## Desempenho Comercial

### Streaming
No dia de seu lançamento, Hit Me Hard and Soft recebeu 72,7 milhões de streams no Spotify globalmente, tornando-se sua maior estreia na plataforma. O álbum também estreou com mais de 500 milhões de streams globalmente na primeira semana, marcando a maior semana de streaming da carreira de Eilish. Em menos de dois meses, superou 2 bilhões de streams, tornando-se o projeto mais rápido de Eilish a alcançar essa marca.

### Estados Unidos
Hit Me Hard and Soft estreou em segundo lugar na Billboard 200, com 339.000 unidades equivalentes a álbuns vendidas na primeira semana, incluindo 193,93 milhões de streams sob demanda e 191.000 vendas de álbuns. Embora seja seu primeiro álbum de estúdio a não estrear em primeiro lugar, marcou o maior número de unidades na primeira semana nos EUA, além das maiores vendas puras. Notavelmente, 90.000 unidades do total da primeira semana de Hit Me Hard and Soft são vendas em vinil, pois estreou no topo da Billboard Vinyl Albums chart. Eilish conquistou sua quinta posição número 1 na lista, seguindo Happier Than Ever (2021), Live at Third Man Records (2020), When We All Fall Asleep, Where Do We Go? e Don't Smile at Me (ambos de 2019). Ela superou Lana Del Rey, assumindo o segundo lugar em número de No. 1s entre mulheres solo, atrás de Taylor Swift, que lidera com 13, desde o lançamento da lista em 2011. Eilish agora passou um total de 27 semanas no No. 1 da Billboard Vinyl Albums chart, ficando atrás apenas das 52 semanas de Swift. Além disso, todas as dez músicas do álbum estrearam no top 40 da Billboard Hot 100. Em 4 de setembro de 2024, Hit Me Hard and Soft foi certificado Platina pela RIAA, por ter vendido um milhão de unidades nos EUA. O álbum terminou como o quinto mais vendido de 2024 nos EUA, com 2.259.000 unidades equivalentes a álbuns, das quais 570.000 são vendas puras, e também como o segundo álbum de vinil mais vendido do ano, com 340.000 cópias. Além disso, Billie Eilish foi a segunda artista mais vendida em vinil em 2024, com 520.000 cópias vendidas.

### Internacionalmente
No Reino Unido, Hit Me Hard and Soft estreou em primeiro lugar na UK Albums Chart com 67.100 unidades equivalentes a álbuns, sendo sua maior abertura na região, superando seu álbum de estreia, When We All Fall Asleep, Where Do We Go?, que estreou com 48.400 unidades equivalentes em 2019. Isso também marca a segunda maior abertura de álbum no Reino Unido em 2024, e o álbum foi certificado Platina pelo BPI.
Na Alemanha, o álbum estreou no topo da German Albums Chart, tornando-se o segundo álbum número um de Eilish no país, desde que Happier Than Ever liderou a lista em 2021, e foi certificado Ouro pela BVMI. Na Austrália, Hit Me Hard and Soft estreou na primeira posição da ARIA Albums Chart, marcando o terceiro álbum consecutivo de Eilish a alcançar esse feito no país. Três de suas músicas alcançaram o top 10 na ARIA Singles Chart: "Lunch", "Chihiro" e "Birds of a Feather" ficaram em quinto, sétimo e nono lugares, respectivamente. Hit Me Hard and Soft ficou no topo da ARIA Albums Chart por cinco semanas não consecutivas. Na França, o álbum entrou na primeira posição da SNEP Albums Chart com 27.710 unidades, tornando-se seu segundo álbum número um na França. Desde então, foi certificado Platina. Hit Me Hard and Soft se tornou o álbum internacional mais vendido e o quarto no geral na França, vendendo 172.965 unidades em 2024. O álbum também foi o vinil mais vendido do ano na França, com 42.085 cópias. Na Espanha, estreou no topo da lista de álbuns publicada pelos Productores de Música de España, tornando-se o segundo álbum de Eilish a alcançar a primeira posição no país e foi certificado Ouro.
Na New Zealand Albums Chart, Hit Me Hard and Soft chegou ao número um, enquanto quatro de suas músicas alcançaram o top 10 da New Zealand Singles Chart: "Lunch", "Chihiro", "Birds of a Feather" e "Skinny" ficaram em terceiro, sexto, nono e décimo lugares, respectivamente. Hit Me Hard and Soft passou dez semanas não consecutivas no topo da lista e foi certificado 2× Platina pela RMNZ.
No Brasil, todas as dez faixas de Hit Me Hard and Soft estrearam no Billboard Brasil Hot 100.

## Lista de faixas
Todas as canções foram escritas por Billie Eilish e Finneas O'Connell, e produzidas por Finneas.
| Hit Me Hard and Soft |                      |         |  |
| N.º                  | Título               | Duração |  |
| 1.                   | "Skinny"             | 3:39    |  |
| 2.                   | "Lunch"              | 2:59    |  |
| 3.                   | "Chihiro"            | 5:03    |  |
| 4.                   | "Birds of a Feather" | 3:30    |  |
| 5.                   | "Wildflower"         | 4:21    |  |
| 6.                   | "The Greatest"       | 4:53    |  |
| 7.                   | "L'amour de ma vie"  | 5:33    |  |
| 8.                   | "The Diner"          | 3:06    |  |
| 9.                   | "Bittersuite"        | 4:58    |  |
| 10.                  | "Blue"               | 5:43    |  |
| Duração total:       | Duração total:       | 43:45   |  |

### Equipe
- Attacca Quartet – cordas
  - Amy Schroeder – violino
  - Domenic Salerni – violino
  - Nathan Schram – viola
  - Andrew Yee – violoncelo
- Dale Becker – masterização
- Thom Beemer – engenharia de cordas
- David Campbell – orquestração de cordas
- Jon Castelli – mixagem
- Billie Eilish – vocais, teclados, sintetizador, glockenspiel, edição vocal, engenharia
- Finneas – vocais, teclados, sintetizador, glockenspiel, bateria, guitarra, *baixo, programação, arranjo, orquestração, produção, engenharia, edição vocal, arranjos de cordas, composição
- Aron Forbes – mixagem, engenharia
- Katie Harvey – assistência na masterização
- Brad Lauchert – engenharia de mixagem
- Andrew Marshall – bateria, percussão
- Noah McCorkle – assistência na masterização
- Chaz Sexton – engenharia de bateria

Notas
- Todas as faixas são estilizadas em letras maiúsculas.
- Com 5 minutos e 43 segundos, "Blue" é a canção mais longa da discografia da cantora.

## Tabelas musicais
| Paradas (2024)                             | Melhor posição |
| ------------------------------------------ | -------------- |
| Argentine Albums (CAPIF)                   | 1              |
| Austrália (ARIA)                           | 1              |
| Áustria (Ö3 Austria Top 40)                | 1              |
| Bélgica (Ultratop Flandres)                | 1              |
| Bélgica (Ultratop Valônia)                 | 1              |
| Canadá (Billboard)                         | 1              |
| Croatian International Albums (HDU)        | 2              |
| República Tcheca (ČNS IFPI)                | 1              |
| Dinamarca (Hitlisten)                      | 1              |
| Países Baixos (Dutch Charts)               | 1              |
| Finlândia (Suomen virallinen lista)        | 1              |
| França (SNEP)                              | 1              |
| Alemanha (Offizielle Deutsche Charts)      | 1              |
| Greek Albums (IFPI)                        | 2              |
| Hungria (MAHASZ)                           | 1              |
| Icelandic Albums (Tónlistinn)              | 1              |
| Irlanda (Official Irish Albums)            | 1              |
| Itália (FIMI)                              | 2              |
| Japão (Oricon)                             | 12             |
| Japanese Combined Albums (Oricon)          | 16             |
| Japanese Hot Albums (Billboard Japan)      | 15             |
| Lithuanian Albums (AGATA)                  | 1              |
| Nova Zelândia (RMNZ)                       | 1              |
| Nigerian Albums (TurnTable)                | 53             |
| Noruega (VG-lista)                         | 1              |
| Polónia (ZPAV)                             | 1              |
| Portugal (AFP)                             | 1              |
| Escócia (Official Scottish Albums)         | 1              |
| Slovak Albums (ČNS IFPI)                   | 1              |
| Espanha (PROMUSICAE)                       | 1              |
| Suécia (Sverigetopplistan)                 | 1              |
| Suíça (Schweizer Hitparade)                | 1              |
| Reino Unido (Official Albums Chart)        | 1              |
| Estados Unidos (Billboard 200)             | 2              |
| US Paradas de rock/alternativa (Billboard) | 1              |

| Paradas (2024)           | Posição |
| ------------------------ | ------- |
| Japanese Albums (Oricon) | 40      |

| Paradas (2024)                               | Posição |
| -------------------------------------------- | ------- |
| Australian Albums (ARIA)                     | 2       |
| Austrian Albums (Ö3 Austria)                 | 2       |
| Belgian Albums (Ultratop Flanders)           | 2       |
| Belgian Albums (Ultratop Wallonia)           | 1       |
| Canadian Albums (Billboard)                  | 13      |
| Danish Albums (Hitlisten)                    | 3       |
| Dutch Albums (Album Top 100)                 | 2       |
| French Albums (SNEP)                         | 4       |
| German Albums (Offizielle Top 100)           | 2       |
| Hungarian Albums (MAHASZ)                    | 7       |
| Icelandic Albums (Tónlistinn)                | 2       |
| Italian Albums (FIMI)                        | 23      |
| New Zealand Albums (RMNZ)                    | 2       |
| Spanish Albums (PROMUSICAE)                  | 11      |
| Swedish Albums (Sverigetopplistan)           | 3       |
| Swiss Albums (Schweizer Hitparade)           | 2       |
| UK Albums (OCC)                              | 5       |
| US Billboard 200                             | 11      |
| US Top Rock & Alternative Albums (Billboard) | 3       |

#### Certificações
| Região                                                       | Certificação | Vendas     |
| ------------------------------------------------------------ | ------------ | ---------- |
| Alemanha (BVMI)                                              | Ouro         | 75,000‡    |
| Austrália (ARIA)                                             | Platina      | 70,000‡    |
| Áustria (IFPI Áustria)                                       | Platina      | 15,000‡    |
| Canadá (Music Canada)                                        | 2x× Platina  | 160,000‡   |
| Dinamarca (IFPI Dinamarca)                                   | 2x× Platina  | 40,000‡    |
| Espanha (PROMUSICAE)                                         | Ouro         | 20 000‡    |
| Estados Unidos (RIAA)                                        | Platina      | 1 000 000‡ |
| França (SNEP)                                                | Platina      | 100 000‡   |
| Islândia (FHF)                                               | -            | 3,606      |
| Itália (FIMI)                                                | Platina      | 50 000‡    |
| Nova Zelândia (RIANZ)                                        | 2x× Platina  | 30,000‡    |
| Polónia (ZPAV)                                               | 3x× Platina  | 60 000‡    |
| Portugal (AFP)                                               | Platina      | 7,000‡     |
| Reino Unido (BPI)                                            | Platina      | 300,000‡   |
| Suíça (IFPI Suíça)                                           | Ouro         | 10 000‡    |
| ‡vendas+valores de streaming baseados apenas na certificação |              |            |

## Histórico de lançamento
| Região         | Data                 | Formato(s)                                     | Edição(s)                 | Gravadora(s)        | Ref.            |
| -------------- | -------------------- | ---------------------------------------------- | ------------------------- | ------------------- | --------------- |
| Várias         | 17 de Maio, 2024     | Cassete CD Download digital streaming vinyl LP | Padrão                    | Darkroom Interscope | [ 32 ]          |
| Estados Unidos | 19 de Maio, 2024     | Download digital                               | Vocais isolados           | Darkroom Interscope | [ 35 ]          |
| Estados Unidos | 22 de Maio, 2024     | Download digital                               | Slowed and reverb Sped-up | Darkroom Interscope | [ 198 ] [ 199 ] |
| Várias         | 29 de novembro, 2024 | Disco de vinil                                 | Vocais isolados           | Darkroom Interscope | [ 200 ]         |